# CGV新村アートレオン
『CGV新村アートレオン』（シージーブイシンチョンアートレオン）は、ソウル特別市西大門区新村路（昌川洞）にあるシネマコンプレックスを中心とした韓国の複合商業施設。

## 概要
1956年に新英（シニョン）劇場が現地に開館したのが始まりで、2003年に現在のようなシネマコンプレックスを軸とした地下3階・地上14階建ての複合商業施設「新村アートレオン」を開業する。2004年から2012年までソウル国際女性映画祭を開催するなど、新村 (ソウル特別市)最大の複合生活文化空間として文化芸術イベントを発信してきた。2010年代に入ると、周辺に進出した大手シネコンチェーンに押され観客が減少。2013年に、韓国の大手シネコン「CJ CGV」の傘下に入り、『CGV新村アートレオン』とリニューアルして現在に至っている。

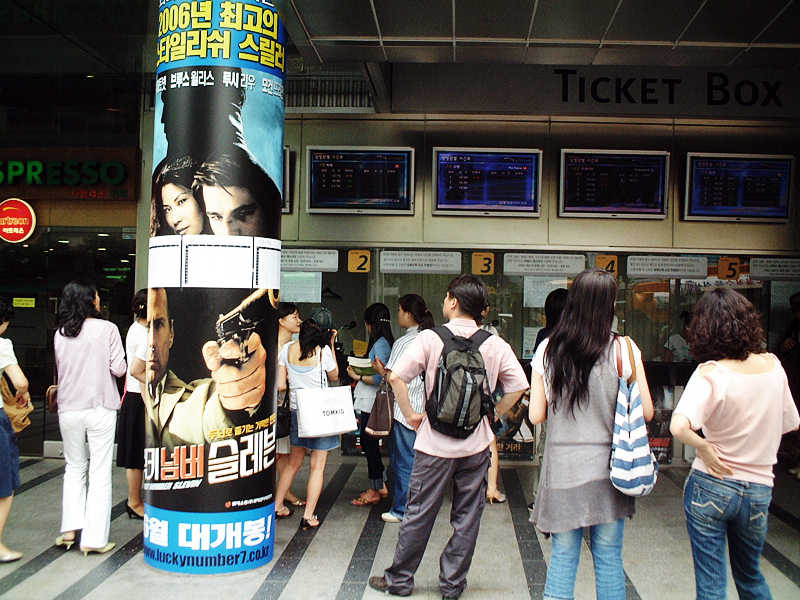
新村アートレオン（2006年）
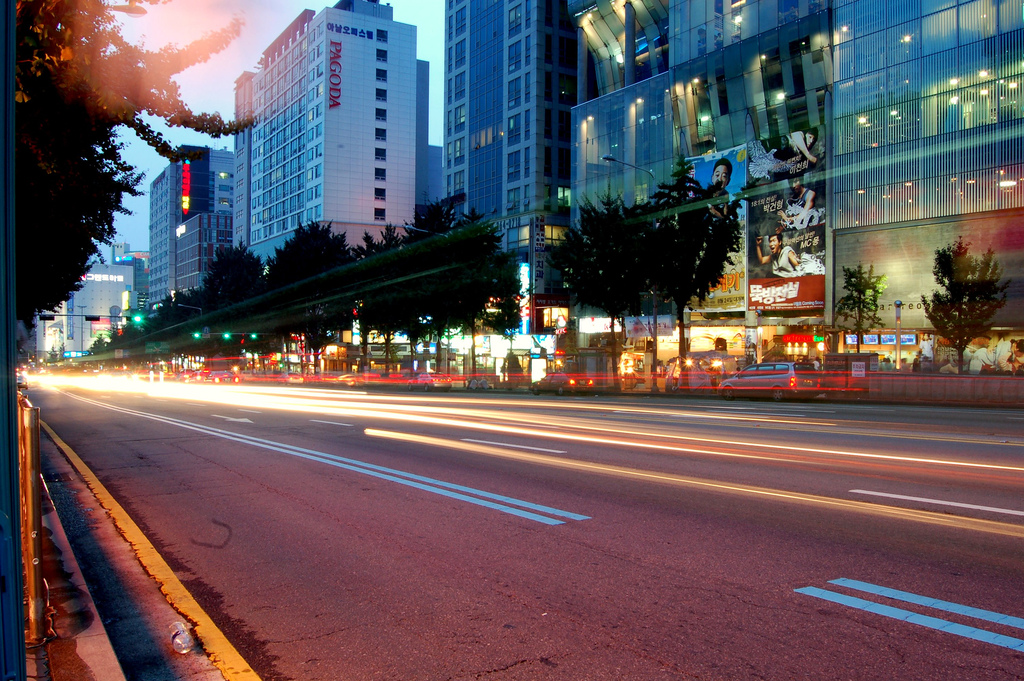
新村アートレオン（2006年）

## WANDERLOCH HALL
『YES24 WANDERLOCH HALL』（イエス24ワンダーロックホール、ハングル表記：예스24 원더로크홀）は、CGV新村アートレオンの地下3階にあるコンサートホール。CJ CGVと韓国の音楽・エンターテインメント会社マウンドメディアが「公演IP活性化のための中継型モデルライブプラットフォーム」に関する業務協約を締結し、地下3階にあった第1スクリーンを改装して2024年3月に開館した。CJ CGVがライブビューイングの経験で培ったノウハウをもとに劇場インフラを提供し、マウンドメディアが子会社の公演企画会社ワンダーロックを通じて公演インフラを提供して両社間の相乗効果を図り、公演文化の拡散、新村の地域活性化につなげるとしている。オンライン書店「YES24」が施設命名権を取得。収容数は、座席376席、スタンディング公演時686人。2024年3月30日、日本のロックバンドアーティスト、FLOWとラックライフによるこけら落とし来韓公演が開催され、以降様々な興行に使用されている。

## アクセス
- ソウル交通公社2号線「新村駅 (ソウル交通公社)」下車、4番出口より徒歩5分